# 稲垣長剛
稲垣 長剛（いながき ながかた）は、志摩鳥羽藩の第5代藩主。鳥羽藩稲垣家9代。
文化4年（1807年）8月18日、第4代藩主稲垣長続の四男として生まれる。世嗣だった兄長興が廃嫡された後、文政元年（1818年）9月23日に長剛が世子となる。12月29日に父が死去したため、文政2年（1819年）3月5日に家督を継いだ。
しかし病弱であり若年でもあるため、文政6年（1823年）までは隠居していた先々代藩主長以が藩政を後見した。天保10年（1839年）に江戸屋敷が全焼して御用金を課すなどしている。また、悪化していた藩財政再建を目指したが、効果は無かった。
天保13年（1842年）5月11日、家督を長男の長明に譲って隠居する。弘化4年（1847年）2月14日に死去した。享年41。

## 系譜
父母
- 稲垣長続（父）
- 勝 - 三浦前次の娘（母）

正室
- 定 - 小出英筠の娘

側室
- アヤノ

子女
- 稲垣長明（長男）
- 稲垣重興（次男）
- 稲垣勇三郎（三男）
- 稲垣治
- 木下俊方正室後に京極高富正室
- 本多正訥継室